# گمینا دژچیم
گمینا دژچیم (به لهستانی:  Gmina Drzycim) یک گمینا در لهستان است که در شهرستان شفیچه واقع شده‌است. گمینا دژچیم ۱۰۷٫۹۲ کیلومتر مربع مساحت و ۵٬۰۲۸ نفر جمعیت دارد.